# مرسی آکیده
مرسی آکیده (انگلیسی: Mercy Akide؛ زادهٔ ۲۶ اوت ۱۹۷۵) بازیکن فوتبال اهل نیجریه است.
وی همچنین در تیم ملی فوتبال  نیجریه بازی کرده‌است.